# Redenção (Pará)
Redenção is een gemeente in de Braziliaanse deelstaat Pará. De gemeente telt 82.464 inwoners (schatting 2017).

## Aangrenzende gemeenten
De gemeente grenst aan Bannach, Conceição do Araguaia, Cumaru do Norte, Floresta do Araguaia, Pau d'Arco en Santa Maria das Barreiras.